# Quelle & Meyer
Die Quelle & Meyer Verlagsgesellschaft mbH & Co. ist ein 1906 in Leipzig gegründeter Verlag mit Sitz in Wiebelsheim (Rheinland-Pfalz). Der Programmschwerpunkt des familiengeführten Fachverlages liegt im Bereich Natur und Biologie. Zusammen mit den Verlagen Aula und Limpert bildet Quelle & Meyer eine Verlagsgemeinschaft.

## Geschichte

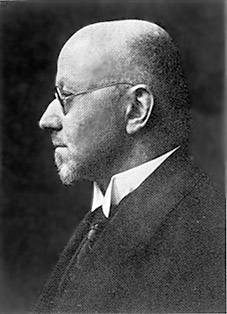
Richard Quelle, undatierte Fotografie

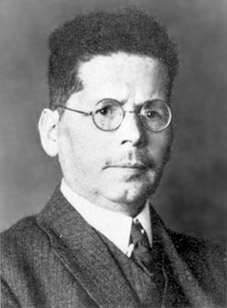
Heinrich Meyer, undatierte Fotografie

Die Buchhändler Richard Quelle (1870–1926) und Heinrich Meyer (1875–1947) gründeten die Verlagsbuchhandlung Quelle & Meyer am 1. Juli 1906 in Leipzig. Der Verlag expandierte schnell, wozu besonders Otto Schmeils Naturwissenschaftliches Unterrichtswerk beitrug, das eine Gesamtauflage von 25 Millionen Exemplaren erreichte. 1914 wies das Verlagsverzeichnis bereits über 600 Buchtitel und sieben Zeitschriften aus. Unter den Autoren befanden sich bekannte Persönlichkeiten wie die Theologen Paul Feine und Ernst Sellin, der Philosoph Rudolf Eucken, die Psychologen Hans Prinzhorn und William Stern, die Pädagogen Theodor Litt und Eduard Spranger, die Literaturwissenschaftler Oskar Walzel und Friedrich von der Leyen, der Staatswissenschaftler Gustav Radbruch, der Historiker Erich Brandenburg und die Biologen Paul Brohmer und Jost Fitschen.
Richard Quelle starb 1926. Heinrich Meyer schied 1934 als Gesellschafter aus, woraufhin Otto Schmeils Sohn Werner Schmeil (1896–1968) den Verlag als alleiniger Geschäftsführer übernahm. Er war bereits seit 1918 Mitgesellschafter gewesen und baute das Verlagsprogramm durch Schul-, Studien- und Sachbücher in den Bereichen Theologie, Philosophie, Psychologie, Pädagogik, Sprach- und Literaturwissenschaften, Geschichte, Musik und Kunst, Rechts- und Staatswissenschaften, Volkswirtschaftslehre und Naturwissenschaften aus. Es wurden verschiedene Zeitschriften gegründet bzw. übernommen, etwa die pädagogischen Periodika Die Erziehung (1925–1943) und Kindergarten (1933–1938). 25 Jahre nach Gründung des Verlages waren im Verlagskatalog über 2.500 lieferbare Titel ausgewiesen. Verlegt wurde auch Lehrbücher, in denen Otto Hermann Steche die nationalsozialistische Rassenideologie für den Unterricht aufbereitete.
Bei einem Luftangriff auf Leipzig am 4. Dezember 1943 wurde das Verlagsgebäude zerstört. Weil nach Kriegsende ein privatwirtschaftlicher Neubeginn in der sowjetischen Besatzungszone nicht mehr möglich war, zog Schmeil mit dem Verlag nach Heidelberg in das Wohnhaus seines Vaters am Schloss-Wolfsbrunnenweg. Die bestehenden Schwerpunkte wurden weiter ausgebaut. Quelle & Meyer war 1970 Mitbegründer der Arbeitsgemeinschaft Uni-Taschenbücher (UTB) und blieb bis 2002 Teil dieses Verbundes. Unter den naturwissenschaftlichen Werken ragt die Reihe Biologische Arbeitsbücher heraus, die 1958–1999 in 57 Bänden erschienen ist.
Nach dem Tod Werner Schmeils im Mai 1968 wurde der Verlag von Walter Kißling übernommen. Ab 1984 waren Gerhard Stahl und Günther Fertig aus Wiesbaden die Geschäftsführer. Seit 1992 ist Stahl alleiniger Verleger.

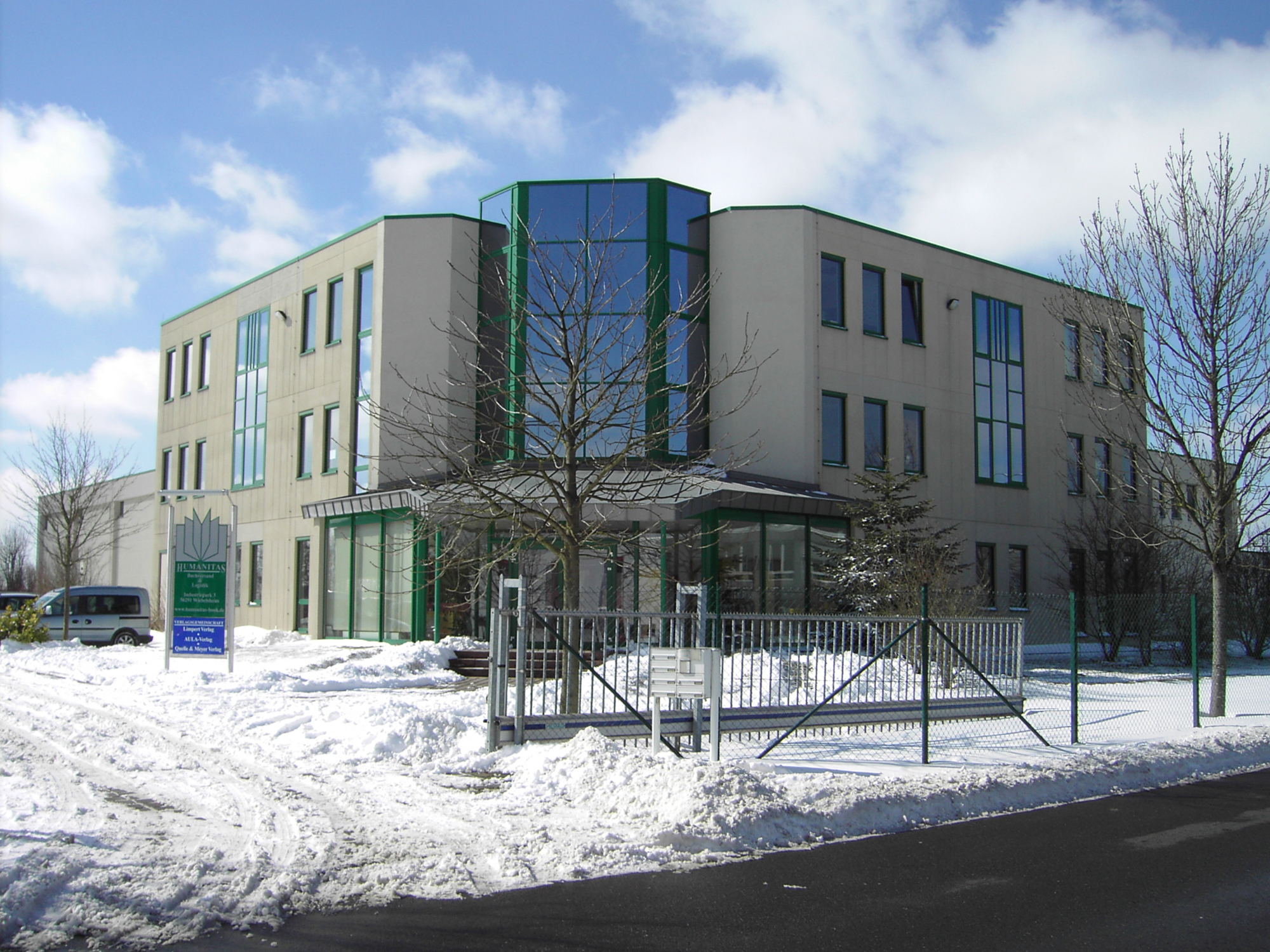
Seit 1999 ist Quelle & Meyer in Wiebelsheim im Hunsrück ansässig

Quelle & Meyer bildet seit 1993 mit Limpert und Aula eine Verlagsgemeinschaft, ist jedoch nach wie vor ein eigenständiges Unternehmen. 1999 wurde der Verlag nach Wiebelsheim im Hunsrück verlegt.
Seit den 1990er Jahren bestimmen vor allem Bücher zu zoologischen und botanischen Themen das Programm. Dieses wurde 1997 um den Bereich Jagd und Forst erweitert; unter anderem wurden die Rechte für das Lehrwerk Die Jägerprüfung von Richard Blase erworben.
2004 kaufte Quelle & Meyer den Verlag Goldschneck auf und erweiterte das Programm um paläontologische Titel und die Zeitschrift Fossilien. Sie wurde 1984 gegründet (36. Jahrgang 2019, ISSN 0175-5021), erscheint alle zwei Monate und richtet sich an Fossiliensammler und erdgeschichtlich Interessierte.
Archivgut des Verlags befindet sich heute im Sächsischen Staatsarchiv, Abteilung Staatsarchiv Leipzig.